# مقاطعة مونرو (ميزوري)
مقاطعة مونرو (بالإنجليزية: Monroe County)‏ هي إحدى المقاطعات في ولاية ميزوري في الولايات المتحدة الأمريكية.